# Jarra

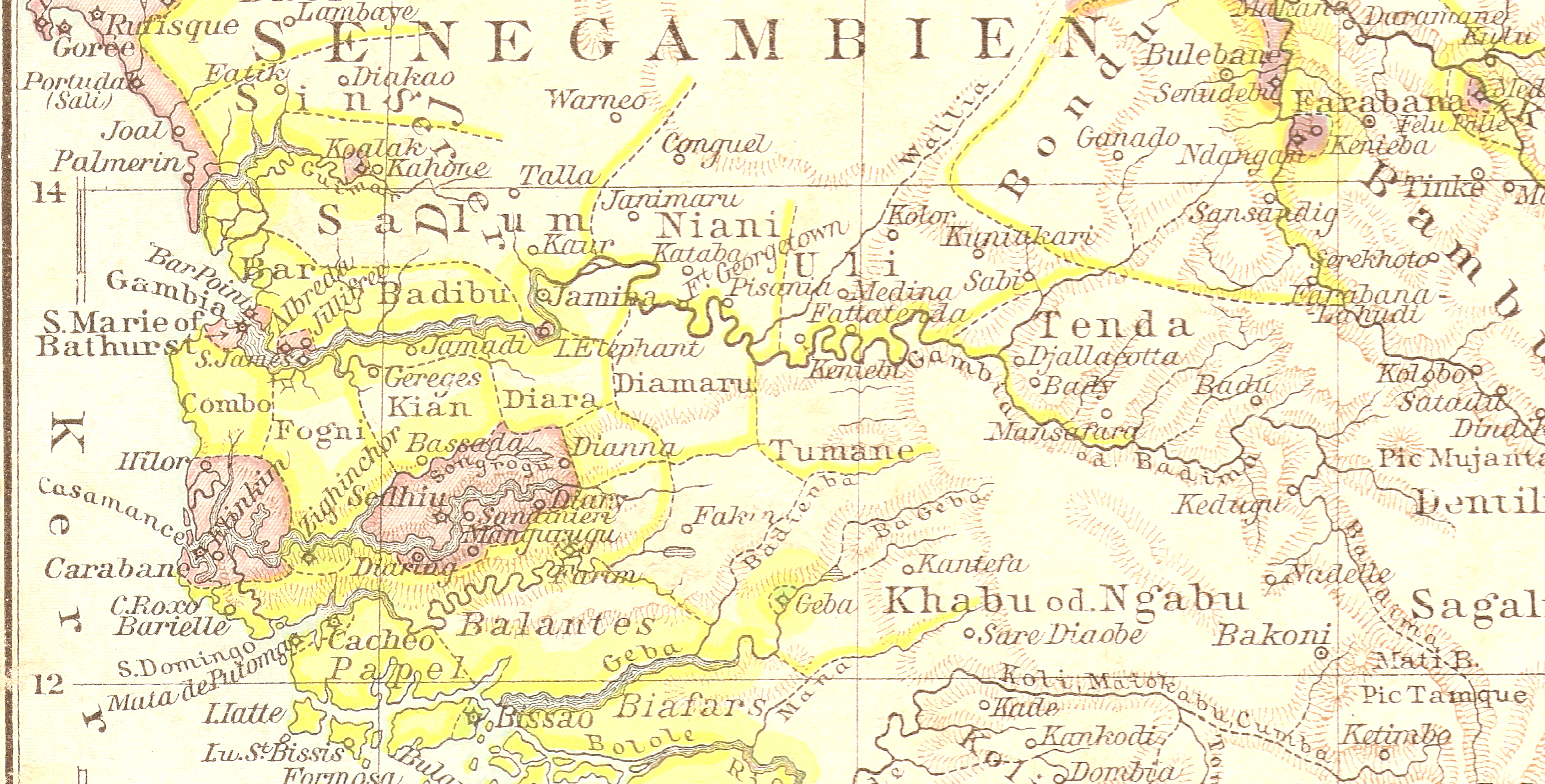
Alte Karte aus dem Andrees Allgemeiner Handatlas (1881) mit der Lage von Diara

Jarra (Schreibvariante: Diara, Jagra) war ein historisches Reich in den heutigen westafrikanischen Staaten Gambia und Senegal.

## Geographische Lage
Jarra umfasste im Kern die heutigen Distrikte Jarra West, Jarra Central und Jarra East einschließlich Elephant Island in der Lower River Region. Zusätzlich dehnte sich das Staatswesen südlich davon in die Casamance aus. Der Osten des heutigen Départements Bounkiling der Region Sédhiou und der Westen des Départements Médina Yoro Foulah der Region Kolda zählten dazu.
Begrenzt war Jarra von den mangrovengesäumten Uferzonen des Gambia und des Sofaniama Bolong im Norden. Im Süden reichte sein Gebiet bis nahe an den Soungrougrou. Nachbarstaaten waren im Westen Kiang, im Norden jenseits des Sofaniama Bolong Niamina und im Osten Jimara.

## Geschichte
Jarra war vom frühen 18. Jahrhundert bis Mitte des 19. Jahrhunderts eines der neun Reiche der Mandinka am südlichen Ufer des Gambia-Flusses. Aus dem Jahr 1732 gibt es zwei historische Karten mit den Titeln „A map of the River Gambia from its mouth to Eropina“ und „A map of the River Gambia from Eropina to Barrakunda“. Diese zeigen den Flusslauf von der Mündung in den Atlantischen Ozean bis Eropina sowie von Deer Island bis Barrakunda. Auf der ersten Karte ist die Lage von Jarra als Jagra verzeichnet.